# تاج خاتون (تشايبارة)
تاج خاتون (بالفارسية: تاج‌خاتون) هي قرية تقع في أذربيجان الغربية في إيران. يقدر عدد سكانها بـ 382 نسمة .